# ویتور مورنو
ویتور مانوئل بورخس مورنو (زاده ۲۹ نوامبر ۱۹۸۰، در لیسبون) یک فوتبالیست سابق تیم ملی کیپ ورد است که در پست دفاع راست بازی می‌کرد.